# Nedra hoeffleri
Nedra hoeffleri är en fjärilsart som beskrevs av Clarke 1940. Nedra hoeffleri ingår i släktet Nedra och familjen nattflyn. Inga underarter finns listade i Catalogue of Life.